# Беляви-Ґолуські
Беляви-Ґолуські (пол. Bielawy Gołuskie) — село в Польщі, у гміні Бежунь Журомінського повіту Мазовецького воєводства.
Населення — 114 осіб (2011).
У 1975-1998 роках село належало до Цехановського воєводства.

## Демографія
Демографічна структура станом на 31 березня 2011 року:
|          | Загалом | Допрацездатний вік | Працездатний вік | Постпрацездатний вік |
| -------- | ------- | ------------------ | ---------------- | -------------------- |
| Чоловіки | 62      | 17                 | 39               | 6                    |
| Жінки    | 52      | 11                 | 23               | 18                   |
| Разом    | 114     | 28                 | 62               | 24                   |